# Batman: A nevető ember
A Batman: A nevető ember egy 2005-ben megjelent amerikai képregénytörténet, melynek írója Ed Brubaker és rajzolója Doug Mahnke. A képregény a Batman: Az első év cselekményének folytatása, mely Batman és Joker első találkozását meséli el, alapul véve Joker első feltűnését a Batman #1-ben. A cím utalás a Victor Hugo által írt azonos című könyvre, melynek 1928-as filmadaptációja adott inspirációt Joker kinézetére.
Magyarországon 2016 októberében adta ki a Kingpin kiadó, mint a 2016-os Batman különszám.

## Cselekmény
James Gordon kapitány a rendőrséggel együtt éppen egy hullákkal teli épületet kutatnak át. A testek oly módon deformálódtak, hogy bőrük fehér lett, szőrzetük pedig zöld. Majd megjelenik Batman és beszél Gordonnal. Bruce Wayne ezek után egy vacsorán vesz részt Henry Claridge-dzsel, aki szintén milliárdos. A TV-ben eközben egy riporter beszél arról, hogy újra kinyitják az Arkham elmegyógyintézetet. Hirtelen nevetni kezd, majd torz vigyor ül arcára, bőre és haja színe pedig ugyanúgy változik meg, mint a holttesteknél. Ezek után összeesik és meghal, majd megjelenik egy bohóckinézetű alak, aki elmondja, hogy Henry Claridge meg fog halni aznap éjfélkor. Ezután lelövi az operatőrt.
Bruce elhagyja a vacsorát és Batmanként találkozik a rendőrfőnökkel a helyszínen. Kiderül, hogy a gyilkos bohóc elvitte a televízió kocsiját, valamint egy Arkhami cella falára a következő verset festette rá: "Szólítom őket és jönnek sorban, majd a bűnös város is velem zuhan". Gordon ezután védőőrizetbe helyezi Cralidge-t a házában, de éjfélkor mégis szó szerint halálra röhögi magát. Eközben az gyilkos bohóc, akit közben a média Joker névre keresztelt, megtámadja a Willaims Medical Center intézetet, megöli az őröket, majd az elmebetegeket felfegyverzi és szabadon engedi. Batman több, az utcán gyilkoló őrültet is megállít, ezzel a nyilvánosságnak is egyértelművé válik, hogy a köpenyes igazságosztó nem csak legenda.
Batman a barlangjában nyomoz, mikor Joker ismét megjelenik a képernyőkön. Most is jövendőbeli áldozatát jelenti be, aki ezúttal Jay W. Wilde lett. Batman rájött, hogy Henry-vel már előre beadott, lassan ható méreg végzett, így jelezte Gordonnak, hogy Wilde-dal csináljon egy vértesztet. Meg is teszi, azonban nem talál semmit. Gordon már Wilde-nál van, ahol éjfélkor lezuhan a rendőrségi helikopter a milliárdos kúriája mellett. A nagy káoszban elmegy az áram, majd Joker betör a házba egy éjjellátó készüléken és lövöldözni kezd. Eldob egy gázbombát, melytől Wilde meghal, azonban megjelenik Batman, aki elkapja Jokert, de a bohóc kiugrik az ablakon és meglép.
Bruce álcázza magát, majd riporterként elmegy az Ace Vegyiművekbe, mivel a két meggyilkolt ember főbefektetői voltak az üzemnek. Több alkalmazottal is beszél, egyiknek a bőre foltokban hasonlóan fehér volt, akárcsak Jokernek. Tőle tudja meg Bruce, hogy az ottani vegyszerek elváltoztathatnák az ember bőrszínét, valamint szőrzetét is.
Joker ismét megjelenik a televízióban és bejelenti, hogy következő áldozatai Thomas Lake bíró, és a milliárdos Bruce Wanye lesznek. A rendőrök mind a két személy házát ellepik, Gordon pedig Lake-hez megy őrködni. Bruce éjfél előtt elkezd nevetni, azonban az inasa, Alfred Pennyworth injekciót ad be neki, melytől lelassul a szívverése, így a méreg lassabban kezd el terjedni a szervezetében. Bruce hallucinálni kezd, a szülei halálával kapcsolatban. Egy mentőautóban ébred fel, amire bohócok kezdenek el lőni. Bruce felveszi a jelmezét, majd legyőzi az elmebetegeket.
Batman elvesz egy rendőrmotort, mellyel Gordonnal kommunikál. Elmondja neki, hogy Bruce Wayne életben van, valamint, hogy rájött Joker tervére, ezért a város vízellátását azonnal le kell kapcsolni. Gorodn megpróbál beszélni a víztározónál dolgozókkal, azonban nem érkezik válasz. Batman így maga megy el, hogy megállítsa Jokert. Batman találkozik Jokerrel, aki már majdnem kinyitotta a zsilipet, mellyel a mérge elárasztja a viaduktot, ezzel megölve Gotham egész lakosságát. Batman azonban felrobbantja a víztározót, majd mikor megölhetné Jokert, életben hagyja. A bohócot ezután az Arkham Elmegyógyintézetbe helyezik, majd végül Batman találkozik Gordonnal, aki megmutatja neki a híres jelzőfényét.

## Fogadtatás
A képregény elsősorban pozitív fogadtatást kapott. Hilary Goldstein az IGN-től így írt a képregényről: "Hiányzanak a jól megírt párbeszédek, mely Alan Moore Gyilkos tréfájában jelen volt, de mégis méltó társa Joker klasszikus történetének." Goldstein hozzátette, hogy "Brubaker hihetetlenül autentikusan mutatja be Joker érzelmeit." Goldstein később a 25 legjobb Batman képregény listájába 23. helyre rakta.
Don MacPherson a The Fourth Rail-től azt írta a történetről, hogy "megfosztja Jokert néhány rejtélyétől" azonban hozzátette, hogy Brubaker és Mahnke "remekül megfogja Joker őrületének és vérszomjának hűvös természetét, nem megemlítve Batman intenzitását."